# Wukari
Wukari is een plaats en een Local Government Area (LGA) in de staat Taraba in Nigeria. De LGA heeft een oppervlakte van 4.268 km² en had in 2016 ongeveer 374.000 inwoners. Bij de census in 2006 waren dat er 238.283. De bevolking bestaat voornamelijk uit Jukun.
In de plaats ligt de Federal University Wukari, opgericht in 2011.
De plaats is sinds 2022 de zetel van het rooms-katholiek bisdom Wukari.

## Geografie
Wukari ligt ten zuiden van de Benue. De autoweg A4 loopt door de plaats en er is ook een wegverbinding naar Ibi aan de Benue. Wukari heeft een tropisch savanneklimaat.